# Hrádek (Klatovy)
Hrádek é uma comuna checa localizada na região de Plzeň, distrito de Klatovy.

## Galeria

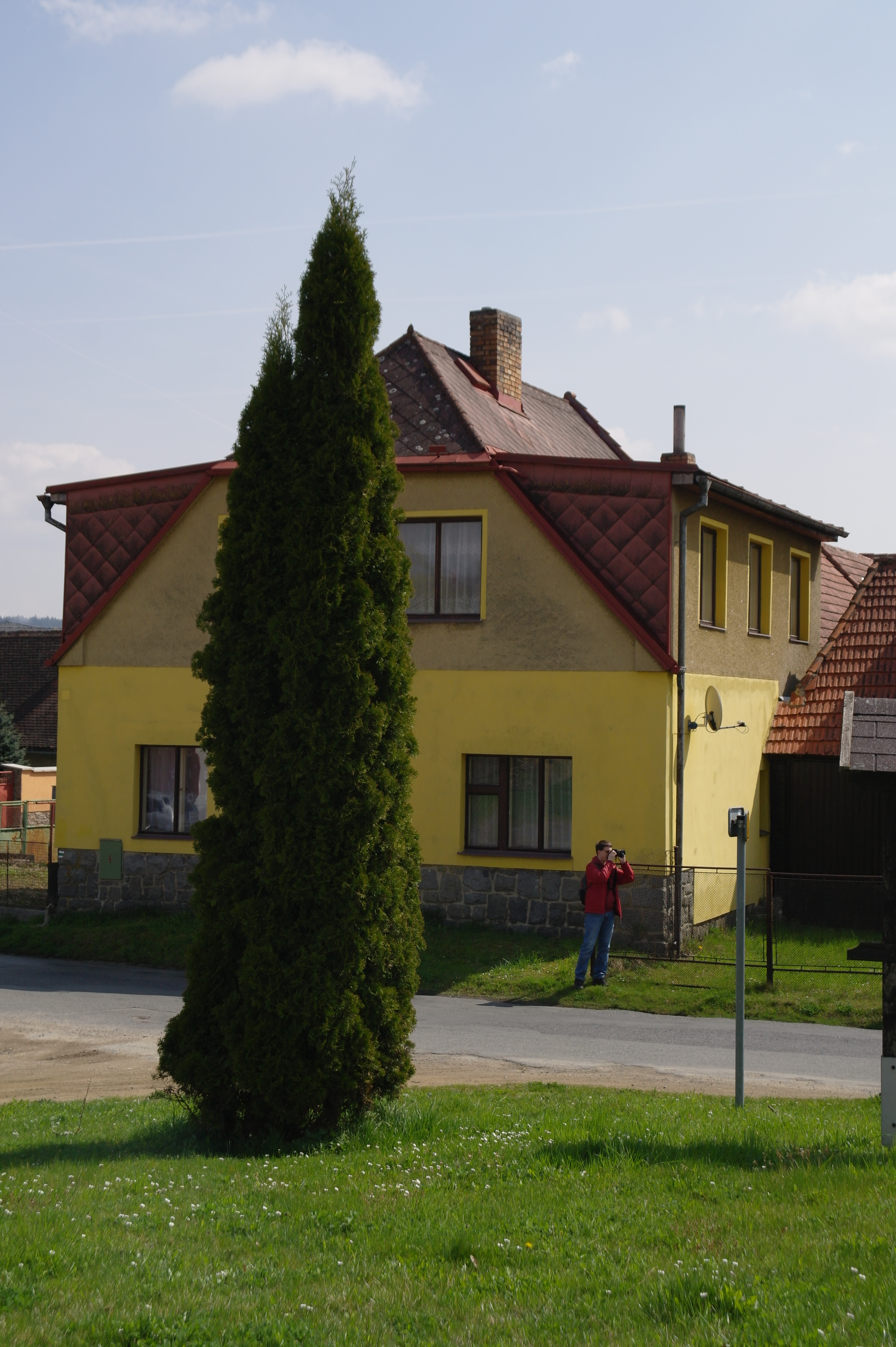
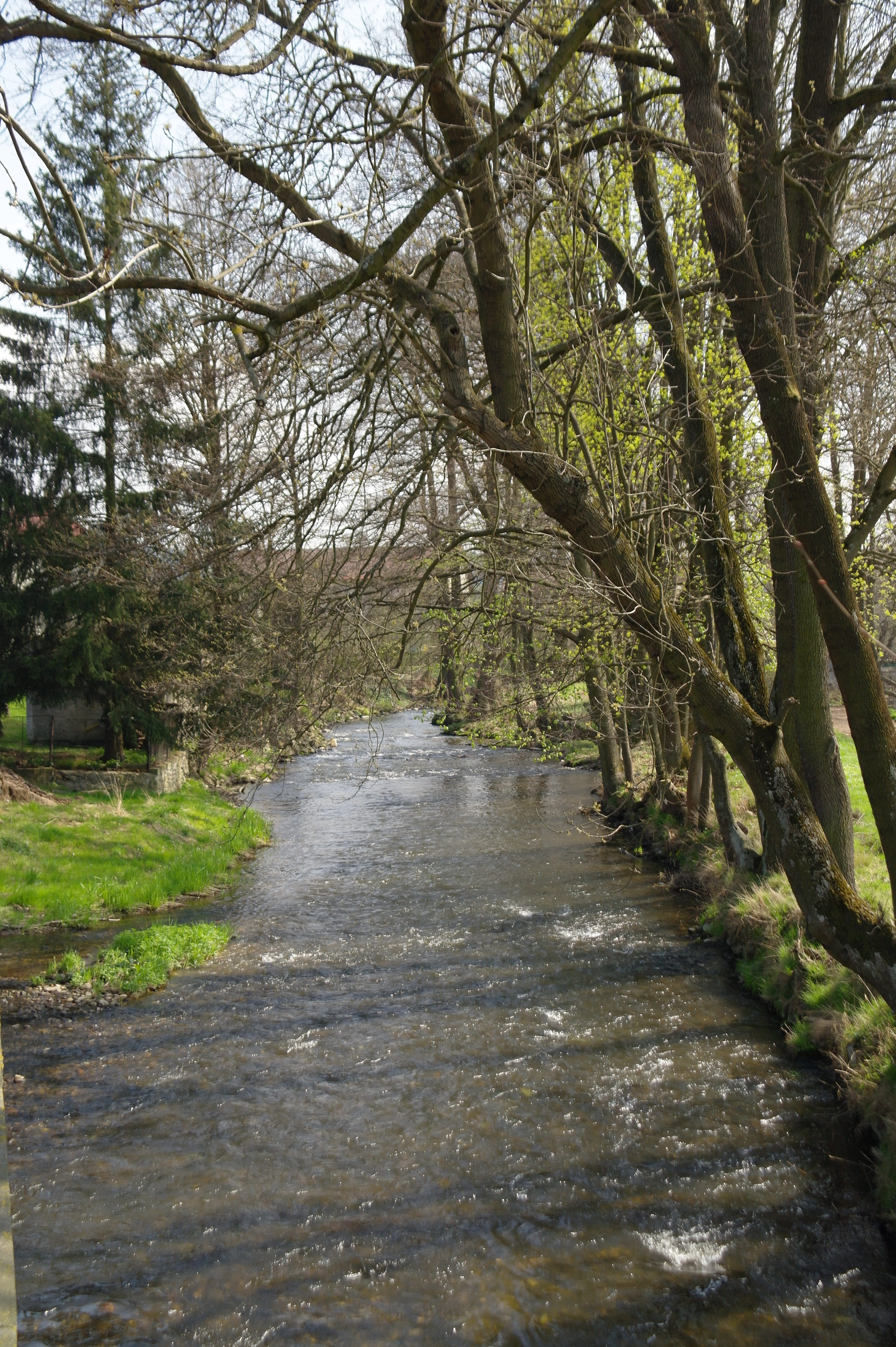
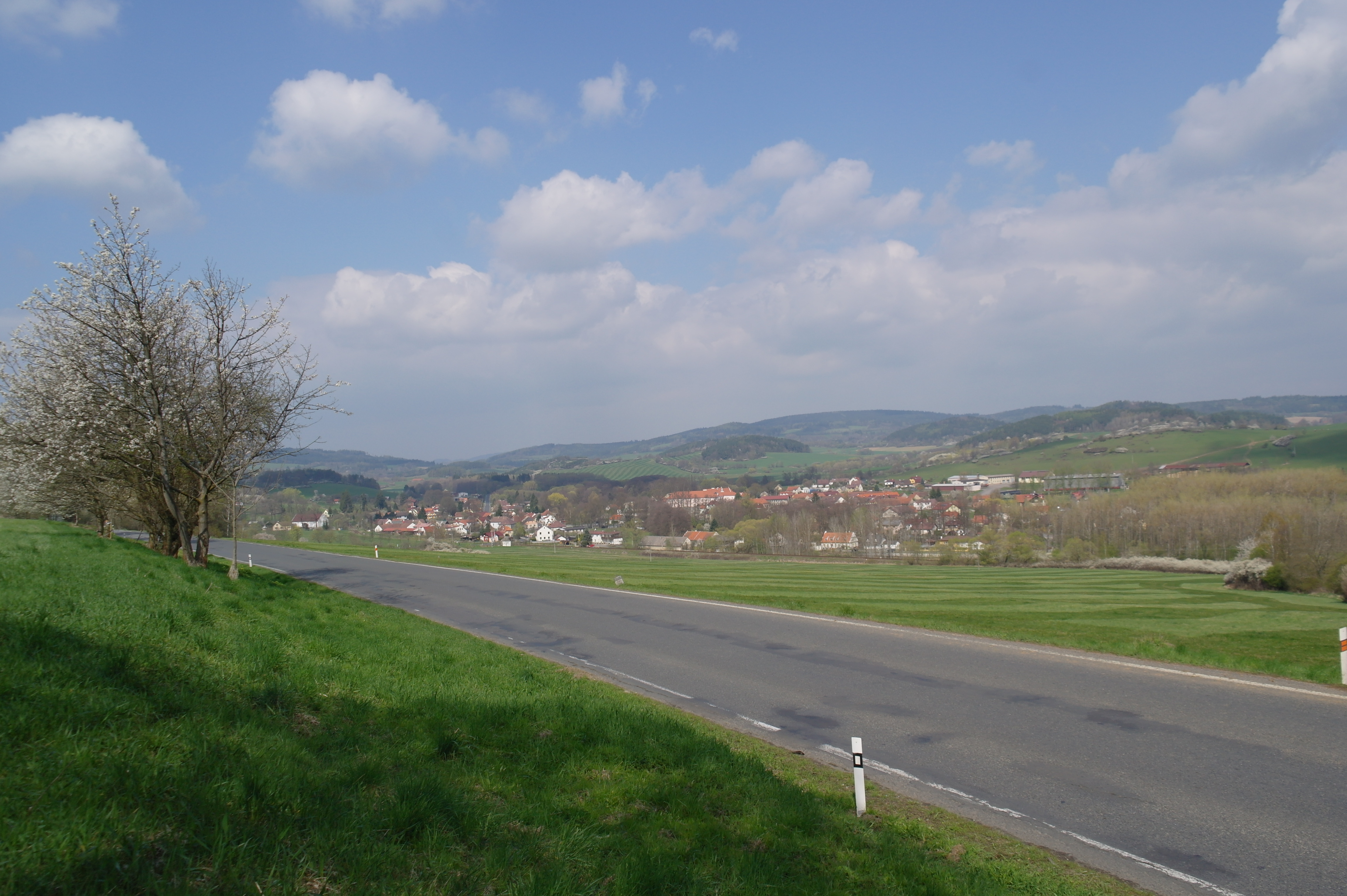